# Gnista
Gnistan är en instabil och mycket kortvarig uppflammande partikel eller en elektrisk urladdning i gas som åtföljs av en ljusblixt och en knall. Den kan uppkomma mellan elektroder om potentialskillnaden mellan dem är tillräckligt stor. En gnista kan också utgöra den kemiska reaktionen mellan ett ämne och luften, som skapas av en katalysator. Ett exempel är gnistan från eldstålet.
Gnistan är svår att studera eftersom den är kortlivad och beroende av ett flertal parametrar, bland annat gasens sammansättning och tryck och beträffande den elektriska urladdningen elektrodernas utformning, ytstruktur, temperatur och inbördes avstånd. Eftersom dessa parametrar ändras har gnistor dålig reproducerbarhet. Den studerades vetenskapligt först av den engelske naturforskaren Robert Hooke på 1670-talet. I modern tid har gnistor studerats med höghastighetsfotografering, snabba oscilloskop och interferometri.
Gnistor kan bildas pyrotekniskt, vid metallarbete, elektriskt och i samband med eld, speciellt vid vedeldning.
En teknisk tillämpning av gnistan är tändsystemet i en förbränningsmotor. En annan är tändningen av olika former av tändare.

## Pyroteknik

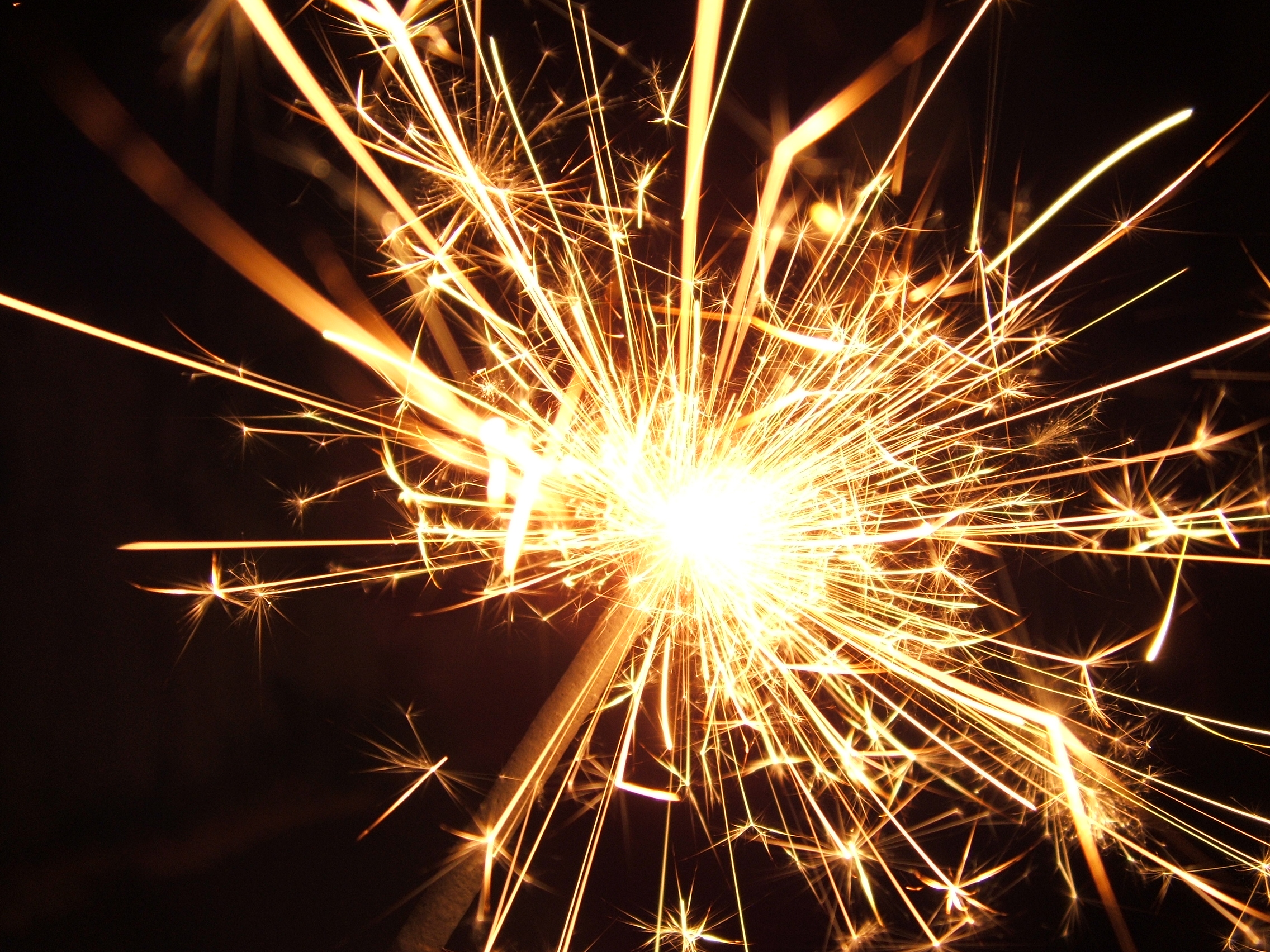
Pyrotekniska gnistor.

Inom pyrotekniken används järnfilspån och metallegeringar som magnalium, en blandning av aluminium och magnesium med små mängder av nickel och tenn, för att skapa gnistor.
Metaller med låg värmeledningsförmåga är särskilt bra på att skapa gnistor, till exempel titan och zirkonium.

## Eldstål och tändare

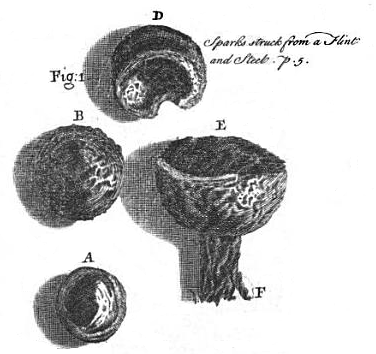
Handritade spår av gnistor, som Robert Hooke studerat i mikroskop och sedan ritat av.

Den engelske naturforskaren Robert Hooke studerade på 1670-talet gnistor som han åstadkom med flinta och stål. Han kom till slutsatsen efter att ha studerat resultatet i mikroskop att gnistorna var partiklar av stål som blivit glödgade och smält. Dessa blir tillräckligt heta för att tända eld.
Metoden att göra eld med eldstål är känd sedan yngre stenåldern. Stålframställning kräver temperaturer på drygt 1500 grader. Under de första tidsperioderna när människan tände sin egen eld framställdes gnistor med framför allt pyrit, järnsulfid (FeS2). Under gynnsamma förhållanden är pyrit till och med självantändande.
I moderna tändare antänds bränslet med gnistor som bildas av metall som gnids mot en speciell tändsten när användaren aktiverar enheten. Vissa tändare nyttjar istället mineral som möjliggör piezoelektrisk tändning eller är helt elektroniska.

## Metallarbete

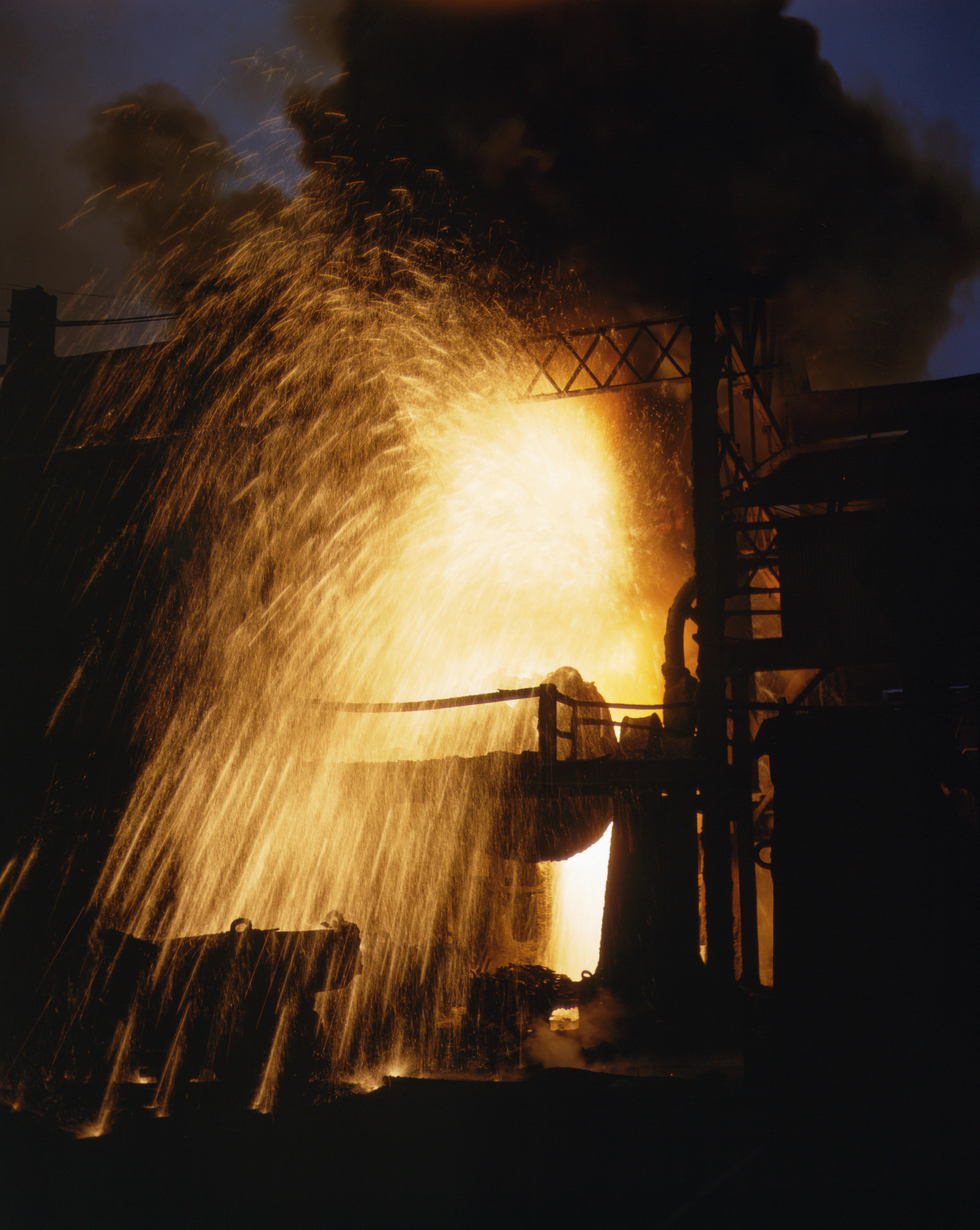
En skur av gnistor vid stålframställning enligt Bessemermetoden.

Vid järn- och stålframställning, vid svetsning och metallarbeten med till exempel sliprondell, bildas gnistor av samma typ som Robert Hooke studerade.

## Temperaturer och färger
Mycket som kan sägas om gnistan är beroende av ett antal faktorer som modifierar, förstärker eller mattar resultatet. Luftens sammansättning, temperatur och tryck, den elektriska situationen i gnistans närhet, vilket material som föder gnistan och materialets massa.
Men med utgångspunkt från en kolpartikel, eftersom kolet närmare sig den svarta kroppens egenskaper: Vid 500 oC glöder en kolpartikel med rött sken. Först vid 1 500 oC övergår ljuset till orange och vid 2 200 oC till gulvit. Temperaturer på minst 3 000 oC krävs för att kolgnistan ska lysa helt i vitt. Detta är lättast att räkna fram med Planks strålningslag. Andra gnistpartiklar har andra temperaturskalor och färger, men då närmar sig redogörelsen pyroteknikens domäner.